# Cyrtopeltis
Percevejo-do-fumo é a designação comum aos percevejos do gênero Cyrtopeltis, da família dos mirídeos, que medem cerca de 25 mm de comprimento. Estes insetos possuem uma coloração geral esverdeada e cabeça preta, e atacam as folhas do fumo e outras solanáceas cultivadas. Também são conhecidos pelo nome de mosquito-do-fumo.